# Jo Landheer

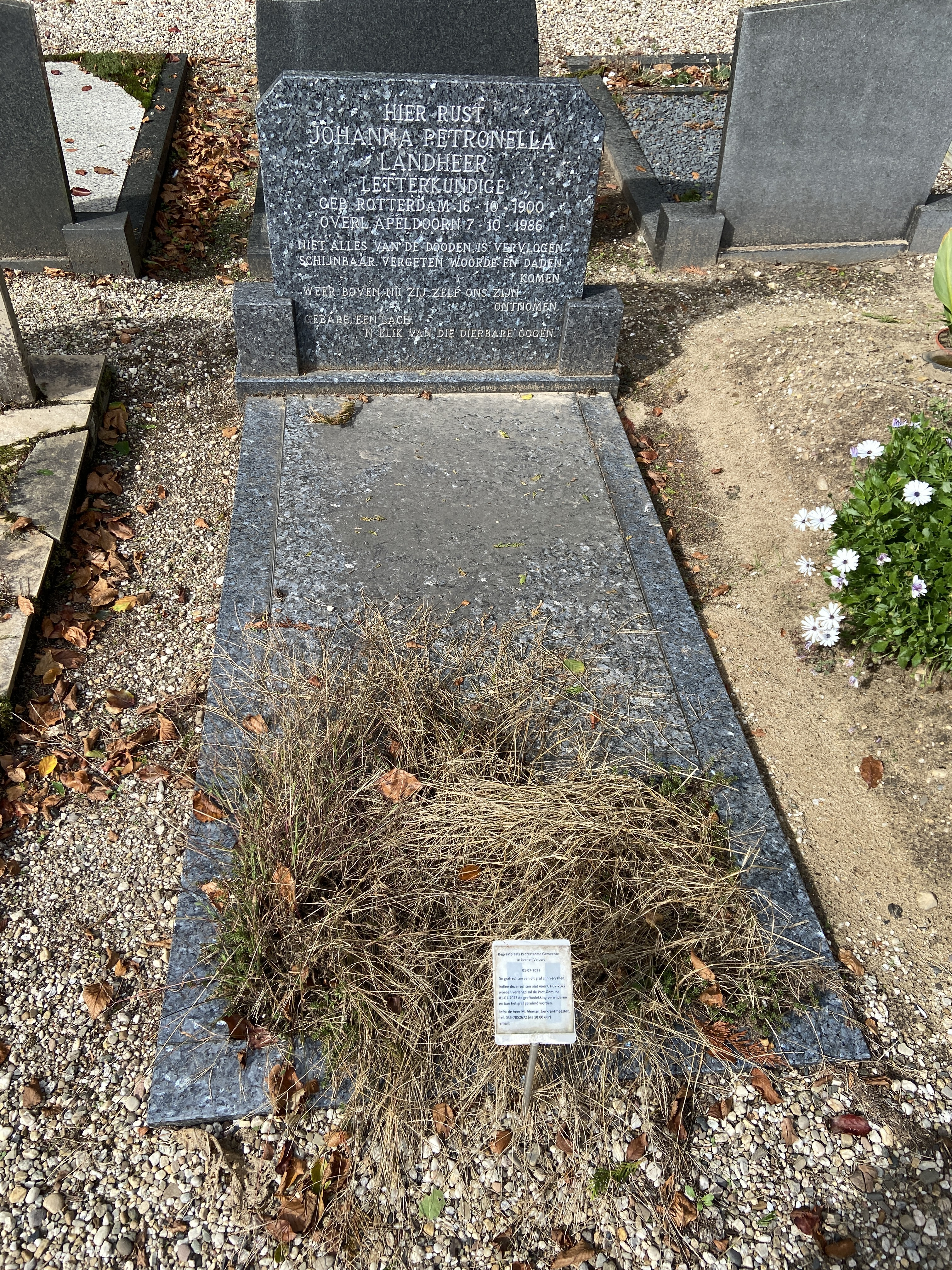
Graf van Jo Landheer op de begraafplaats van de Protestantse gemeente in Loenen (Veluwe)

Johanna Petronella Landheer (Rotterdam, 16 oktober 1900 – Apeldoorn, 7 oktober 1986) was een Nederlandse dichteres.

## Leven
Jo Landheer bezoekt de Rotterdamse meisjes-HBS en na het behalen van het eindexamen in 1918 behaalt ze in 1920 het staatsexamen Grieks en Latijn, waarna ze in Leiden klassieke talen gaat studeren. De studie voltooit ze echter niet, teleurgesteld als ze is door het theoretische kader van de universitaire studie.
Ze debuteert op zeventienjarige leeftijd in het tijdschrift Leven en Werken dat twee van haar gedichten plaatst. Van jongs af leidt Jo Landheer een zeer teruggetrokken bestaan. Het aantal intimi is op twee handen te tellen: P.C. Boutens, Jan Toorop, Jan Jacob Slauerhoff, Victor E. van Vriesland, Henriëtte Mooij en haar broer prof. dr. Bart Landheer. Voor de rest mijdt ze iedereen zo veel mogelijk. Maatschappelijk onderneemt de dichteres weinig tot niets. Ze heeft geen werkkring, wil die niet en ze heeft die niet nodig, gezien haar onafhankelijke financiële positie. Behalve een aantal jaren lidmaatschap van de beroepsvereniging voor schrijvers heeft ze geen enkele behoefte zich bij welke groepering dan ook aan te sluiten. Tussen 1935 en 1940 is zij redacteur (en mede-financier) van het literaire tijdschrift Helikon.
In 1940 verkiest Landheer de stilte van de Veluwe. Stilte is in haar opvatting conditio sine qua non voor haar bestaan of zoals ze aan haar latere correspondentievriendin, de schrijfster Henriëtte Mooij, verklaart: ‘Poëzie is voor mij iets dat in stilte ontstaat en ook in stilte benaderd moet worden, ver van alle luidruchtigheid en uiterlijk vertoon.’ Bovendien ziet ze geen brood in het streven met haar dichtkunst een groot publiek te bereiken. Landheer beperkt zich tot het dichten zelf. Van promotie, radiopraatjes en optredens in literaire clubjes moet ze niets, maar dan ook niets hebben.
Jo Landheer overlijdt in 1986, een dan vrijwel geheel uit het zicht verdwenen dichteres. Alfred Kossmann gedenkt haar in Het Vrije Volk en schrijft dat haar poëzie "thuis [is] in de jaren twintig en dertig. Invloed van Leopold, Boutens, Rilke, Hofmannsthal. Een heel licht vleugje schrille moderniteit. 'Zuiver' noemde je in die jaren zulk soort ingetogen verzen. ... Jo Landheer was heel precies in haar vaagheid, heel zakelijk in haar gevoeligheid, heel beeldend in haar droevigheid."
Ze ligt begraven op de begraafplaats van de Protestantse gemeente te Loenen (Veluwe).

## Werken
Van Jo Landheer verschijnen in totaal zeven gedichtenbundels. Twee ervan betreffen Verzamelde Gedichten, die respectievelijk in 1941 en 1954 door A.A.M. Stols zijn uitgegeven. De titel Verzamelde Gedichten is overigens misleidend. In beide gevallen betreft het slechts selecties. Haar eerste bundel Golven verschijnt in 1925 in een oplage van honderd in de beroemde serie 'To the happy few' van uitgever Stols. De bundel wordt niet in de handel gebracht, maar rechtstreeks verkocht aan relaties van de dichteres en de uitgever. Vijf jaar later verschijnt de tweede en vermeerderde (van zes naar twaalf gedichten) druk van Golven in de serie 'Trajectum ad Mosam' van dezelfde uitgever. De oplage bedraagt tweehonderd exemplaren, waarvan er dertig niet in de handel worden gebracht. In een bespreking van de bundel in de Nieuwe Arnhemsche Courant schreef Slauerhoff dat sommige van Landheers gedichten zich met de beste verzen van Rilke konden meten.
Veel succes heeft ze met de uitgave Donkere Vruchten, die in 1937 in een oplage van zestig exemplaren bij Boosten & Stols in Maastricht verschijnt. De oplage is snel uitverkocht. De bundel Enkele nieuwe gedichten verschijnt in 1950. Nu weer is A.A.M. Stols de uitgever. De oplage van vijftig exemplaren wordt niet via de boekhandel verspreid. Haar laatste bundeltje, Zestien Gedichten, verschijnt veertien jaar later bij L.J.C. Boucher in Den Haag: oplage vijftig exemplaren, eveneens niet in de handel. Soms, zoals in het geval van Donkere Vruchten, overtreft de vraag naar het boekwerkje het aanbod ruimschoots. Stols en Landheer aarzelen dan niet enige afnemers te vragen het bundeltje weer af te staan zodat het tweedehands kan worden doorverkocht.
Haar gedichten worden in zeven voornamelijk literaire tijdschriften geplaatst: Leven en Werken (2), Elseviers Geïllustreerd Maandschrift (5), De Nieuwe Gids (11), Helikon (22), De Nieuwe Stem (7), De Gids (17) en Maatstaf (2). Jo Landheer heeft – los van vijf vertalingen – in totaal drieënnegentig gedichten gepubliceerd. Ongeveer twee derde ervan is meer dan eens in boek of tijdschrift afgedrukt. In aanmerking genomen dat de dichteres in 1918 voor het eerste publiceert en in 1974 voor het laatst, dan komt haar (gepubliceerde) productie op slechts anderhalf tot twee gedichten per jaar.